# Краутхаммер, Чарльз
Чарльз Краутхаммер (англ. Charles Krauthammer; 13 марта 1950, Нью-Йорк — 21 июня 2018, Вашингтон) — американский журналист, газетный обозреватель и комментатор.
Еженедельная колонка Краутхаммера публиковалась более чем в 400 газетах по всему миру. Являлся пишущим редактором в The Weekly Standard и участником публичной дискуссии в передаче «Специальный репортаж с Бретом Байером» на телеканале Fox News. С 1993 по 2013 год еженедельно принимал участие в качестве приглашённого эксперта в телепередаче «Inside Washington» на PBS.
Лауреат Пулитцеровской премии 1986 года за комментарий с формулировкой: «За его изящно написанные и чёткие комментарии по различным вопросам» («For his gracefully written and clear commentary on a variety of issues»).

## Биография
Родился в семье еврейских иммигрантов из Австро-Венгерской империи (позже польская Галиция, ныне Болехов, Ивано-Франковская область, Украина) и Бельгии, которые познакомились на Кубе. Его отец Шулим Краутхаммер (1904—1987) ещё подростком перебрался из Болехова в Лион, где занялся продажей грибов, а позже окончил юридический факультет Лионского университета. Некоторое время он с женой Теей (урождённой Горовиц, род. 1921) жил в Бразилии, где родился их старший сын Марсель (1946—2006), впоследствии пульмонолог.
Когда ему было 5 лет семья поселилась в Монреале, где отец работал в агентстве по недвижимости. Разговорным языком в семье был французский. В 1970 году окончил отделение экономики и политологии Университета Макгилл, после чего на протяжении года по стипендии Коммонвэлф стажировался в области политических наук в Баллиол-колледже Оксфордского университета. По возвращении в США, поступил в медицинскую школу Гарвардского университета. В первый же год обучения в медицинской школе пострадал в результате неудачного прыжка в воду, перенёс перелом позвоночника в шейном отделе и тетраплегию, проведя в больнице и реабилитационном центре 14 месяцев. С тех пор оставался прикован к креслу-коляске. Несмотря на несчастный случай, Краутхаммер сумел завершить медицинское образование в срок и получил диплом врача в 1975 году. В 1975—1978 годах проходил резидентуру по психиатрии в Массачусетской больнице общего профиля при Гарвардском университете в Бостоне.
В высокоцитируемой совместной с Джеральдом Клерманом работе «Secondary Mania» (1978) описал серию случаев маниакального синдрома в результате фармакологического вмешательства или физиологических изменений, и ввёл на их основе понятие «вторичной мании», ставшее впоследствии общепринятым. На протяжении 1980-х годов занимался также шахматным обозрением, в частности освещал матч Карпова и Каспарова.
С 1980 года публиковался в The New Republic. В 2013 году издал сборник эссе «Things That Matter: Three Decades of Passions, Pastimes and Politics», который возглавлял список политических бестселлеров The New York Times в декабре 2013 года и январе 2014 года.

## Семья
- Жена (1974—2018) — Робин Краутхаммер (урождённая Третеуэй), художник и скульптор, основатель (вместе с мужем) Pro Musica Hebraica — организации, посвящённой распространению и поддержке еврейской классической музыки[14].
  - Сын — журналист Дэниэл Краутхаммер (англ. Daniel Pierre Krauthammer, род. 1985).